# 直指心體要節
《直指心體要節》（簡稱《直指》）是一部高丽佛经，全名是《白雲和尙抄錄佛祖直指心體要節》，1377年在今韩国清州用金屬活字印刷技術印製。這部要節被公認為世界上最古老的金屬活字本。聯合國教科文組織在2001年9月確認了《直指》是現存世界上最古老的金屬活字本，並且把它列入世界記憶遺產名錄。
《直指》是在1377年（高麗禑王3年）在興德寺印製，比德国的约翰内斯·谷登堡在1452年至1455年間所印製的《四十二行聖經》早了78年。這部經書分上下兩卷；上卷已經遺失，下卷則被保存在法國位於巴黎的法國國家圖書館的東方文獻室（Manuscrits Orientaux）。

## 作者
《直指心體要節》的作者是白雲和尚（法號景閒），1298年（高麗忠烈王16年）出生，1374年（高麗恭愍王23年）逝世於驪州鹫严寺；曾任海州安國寺與神光寺主持。1372年，《直指心體要節》由他在成佛山完成。

## 經書內容
《直指》扼要地收錄了朝鮮歷代高僧流傳給世人的佛道。白雲和尚撰寫《直指》的目的是要幫助引導朝鮮佛教修行者，學習好這個王氏高麗王朝（918年-1392年）的國教。 
《直指》傳授的是朝鮮禪宗的精髓。朝鮮半島禪宗文化是從中國禪宗演變，之後再與中國禪宗一同傳到日本再演變成日本的禪宗。
《直指》分上下兩卷。在興德寺用金屬活字印刷技術印製的《直指》遺失了上卷，只留有下卷，而且下卷的第一頁（第38章中的第一回）也已經遺失。這個殘缺的《直指》金屬活字本現在被收藏在法國國家圖書館的東方文獻室。《直指》除了有一個金屬活字本，還有一個雕版印刷本。在鹫严寺用雕版印刷技術印製的《直指》還保存著完整的上下兩卷。這個《直指》雕版印刷本現在被收藏在韓國國立中央圖書館、佛甲寺和韓國精神文化研究院藏書閣。

## 金屬活字本的印製
《直指》金屬活字本的最後一頁紀錄了它的印刷詳情，它是高麗禑王3年（1377年7月）在淸州興德寺铸造金屬活字印製而成。《直指》原本有上下兩卷共307章，但金屬活字版的上卷已經不存在於世。
資料顯示，《直指》金屬活字本是白雲的兩名弟子释璨和达湛在女尼妙德的資助下在1377年印製的。
現在僅存的金屬活字本體型為24.6公分 x 17.0公分。

## 流落法國

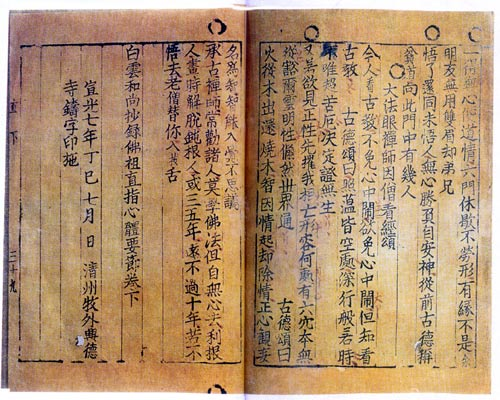
现藏于法国国家图书馆的直指心體要節，1377年

在李氏朝鲜王朝末期，一個法國外交使節把《直指》金屬活字本的下卷從朝鮮半島帶回法國。從此這本書就留在法國，現在就被保存在位於巴黎的法國國家圖書館。

## 重現於世
《直指》金屬活字本因為在1901年被收錄在法國漢學家兼朝鮮學者古恒（Maurice Courant）所編撰的《韓國書誌》的附錄中，而被世人所知。
1972年，在法國國家圖書館工作的朴炳善重新发现了此书，证明此书为现存最早的金属活字印刷书籍，并在巴黎國際圖書年博覽會上展出，才讓這本書受到國際矚目。
《直指》金屬活字本後記中記錄它於1377年7月在清州牧外的興德寺製成，清州大學在1985年發掘興德寺遺址時確實它在清州市雲泉洞的興德寺印刷而成。
興德寺在1992年3月被重建。清州古印刷博物館在1992年開館，並從2000年起以《直指》為主題。
法國國家圖書館的東方文獻室所收藏的《直指》只有下卷，沒有上卷。
聯合國教科文組織在2001年9月4日正式把《直指》納入世界记忆项目。在2004年創立的「直指世界記憶奖」是為了紀念《直指》金屬活字本的誕生。

## 擁有權爭議
《直指》金屬活字本的擁有權仍然有爭議。法國國家圖書館認為《直指》應該留在法國，而韓國堅持《直指》屬於韓國。法國國家圖書館的立場是，《直指》是全球人類一個重要的世界遺產，它是屬於全世界的歷史文物，並不只屬於任何單一國家。他們也聲稱憑著法國國家圖書館所擁有的資源與信譽，《直指》如果留在法國將能更好地被保存與展示。另一方面，韓國聲稱《直指》應由發源的國家擁有，而它對韓國民族深遠的歷史意義使韓國態度強硬。目前《直指》留在法國，數個韓國團體企圖改變現狀。